# Microtus felteni
Microtus felteni é uma espécie de roedor da família Cricetidae.
Pode ser encontrada nos seguintes países: Albania, Grécia, Macedônia do Norte, Montenegro e Sérvia.